# Saracinesco
Saracinesco es una localidad italiana de la provincia de Roma, región de Lacio, con 166 habitantes.

## Evolución demográfica
| Gráfica de evolución demográfica de Saracinesco entre 1861 y 2001 |
|                                                                   |
| Fuente ISTAT - elaboración gráfica de Wikipedia                   |